# Salem (Connecticut)
Pour les articles homonymes, voir Salem.
Salem est une ville américaine située dans le comté de New London au Connecticut.
Salem devient une municipalité en 1819. Elle doit son nom au colonel Samuel Brown, propriétaire terrien local originaire de Salem dans le Massachusetts.

## Démographie
| 1820  | 1850 | 1860 | 1870 | 1880 | 1890 |
| ----- | ---- | ---- | ---- | ---- | ---- |
| 1 053 | 764  | 830  | 717  | 574  | 481  |

| 1900 | 1910 | 1920 | 1930 | 1940 | 1950 |
| ---- | ---- | ---- | ---- | ---- | ---- |
| 468  | 443  | 424  | 403  | 504  | 618  |

| 1960 | 1970  | 1980  | 1990  | 2000  | 2010  |
| ---- | ----- | ----- | ----- | ----- | ----- |
| 925  | 1 453 | 2 335 | 3 310 | 3 858 | 4 151 |

Selon le recensement de 2010, Salem compte 4 151 habitants. La municipalité s'étend sur 29,77 milles carrés (77,1 km2), dont 0,85 milles carrés (2,2 km2) d'étendues d'eau.